# شجره مودودیه چشتیه
مودودیه چشتیه یکی از سلسله‌های تصوف ایران یوده‌است.
- سید

سَیِّد، واژه‌ای عربی در اصل سیوِد بوده و به معنی آقا و سرور است. فرزندان و نوادگان هاشم جد بیامبر اسلام می‌گویند. سیادت به فرزندان محمد که از طریق فاطمه دختر محمد و همسر علی پسر ابیطالب (امام اول پیروان تشیع و خلیفه چهارم اهل سنت) به دنیا آمده‌اند، می‌رسد. این دسته از سادات به سادات هاشمی معروفند.
- علی، بن ابی‌طالب

در روز جمعه سیزدهم رجب سال سی‌ام عام الفیل مطابق با ۵۹۹ میلادی (ده سال قبل از بعثت محمد) در مکه و بنا بر روایات در مسجد الحرام و داخل کعبه به دنیا آمد. شهادت شب جمعه ۲۱ ماه رمضان سال چهلم هجرت، بر اثر ضربتی که بر فرقش زدند درگذشت. او هنگام مرگ ۶۱ سال داشت.
- فاطمه زهرا، دختر محمد (پیامبر اسلام)

در تاریخ تولد فاطمه دختر محمد اختلاف نظر وجود دارد اما نظر مقبول‌تر سال ۶۰۵ میلادی یا ۵ سال پیش از آغاز دعوت محمد است.
مرگ فاطمه ابن شهرآشوب در کتاب مناقب پس از آن که یکی دو قول در این باره نقل کرده می‌گوید: برخی گفته‌اند: مرگ فاطمه چهل روز پس از مرگ محمد اتفاق افتاد. این قول صحیح تر از اقوال دیگر است، و روی همین حساب می‌گوید: فاطمه در شب یکشنبه سیزدهم ربیع‌الثانی از دنیا رفت.
- سید امام حسین بن علی

تولّد ۳ یا ۵ شعبان سال چهارم پس از هجرت درگذشت ۱۰ محرم سال ۶۱ پس از هجرت
- سید امام علی بن حسین (امام چهارم شیعه)

تولّد ۵ شعبان سال ۳۸ پس از هجرت درگذشت ۲۵ محرم سال ۹۵ پس از هجرت
- سید امام محمد بن علی (امام پنجم شیعه)

تولّد ۱ رجب سال ۵۷ پس از هجرت زادگاه مدینه مدفن قبرستان بقیع، مدینه
- سید امام جعفر بن محمد

تولّد ۱۷ ربیع الاول سال ۸۳ پس از هجرت درگذشت ۲۵ شوال سال ۱۴۸ پس از هجرت زادگاه مدینه مدفن قبرستان بقیع، مدینه
- سید امام موسی کاظم

تولّد ۷ صفر سال ۱۲۸ پس از هجرت درگذشت ۲۵ رجب سال ۱۸۳ پس از هجرت زادگاه ابواء، عربستان مدفن کاظمین
- سید امام علی بن موسی (امام هشتم شیعه)

تولّد ۱۱ ذی القعده سال ۱۴۸ پس از هجرت درگذشت ۳۰ صفر سال ۲۰۳ پس از هجرت زادگاه مدینه مدفن حرم امام رضا، مشهد
- سید امام محمد بن علی (امام نهم شیعه)

تولّد ۱۰ رجب سال ۱۹۵ پس از هجرت درگذشت ۲۹ ذی القعده سال ۲۲۰ پس از هجرت زادگاه مدینه مدفن کاظمین
- سید امام علی بن محمد (امام دهم شیعه) النقی،

تولّد ۱۵ ذی الحجه سال ۲۱۲ پس از هجرت درگذشت ۳ رجب سال ۲۵۴ پس از هجرت زادگاه مدینه
- سید امام حسن بن علی (امام یازدهم شیعه) عسکری،

تولّد ۸ ربیع الآخر سال ۲۳۲ پس از هجرت درگذشت سال ۲۶۰ پس از هجرت زادگاه مدینه
وضاحت:-- در فقه شیعیان از علی بن ابیطالب ملقب به امیر المومنین، مرتضی و حیدر کرار تا امام حجت بن حسن (مهدی) فزندامام حسن بن علی (عسکری) شماری امامان دوازده‌است چونکه شجره اولیاء مودودی چشتیان از فرزند حسن بن علی (نقی) (امامی یازدهم) جدا شده‌است به این مقاله ذکری ده اماما موجود است-
- سید عبدالله علی‌اکبر تولّد ۲۳۸ هجری درگذشت ۲۹۲ هجری
- سید ابو محمد الحسین تولّد ---- هجری درگذشت ۳۵۲ هجری
- سید ابو جعفر ابراهیم تولّد ---- هجری درگذشت ۳۷۰ هجری
- سیدابو نصر محمد سمعان

سالتولّد نامعلوم - درگذشت ۳۹۸ هجری سیدابو نصر محمد سمعان فرزند سید ابوجعفرابراهیم بود سید خواجه ابو یوسف ناصرالدین فرزند سیدابو نصر محمد سمعان
- سید خواجه ابو یوسف

تولّد ۳۷۵ هجری درگذشت ۴۵۹ هجری سید خواجه ابو یوسف ناصرالدین فرزند سیدابو نصر محمد سمعان بود سید خواجه قطب الدین مودود چشتی فرزند سید خواجه ابو یوسف ناصرالدین بود

## شجره مودودیه چشتیه
تصوف (یا صوفی‌گری) فرقه‌ای اسلامی است و طریقه عملی عرفان یا همان خداشناسی می‌باشد. تصوف علمی است که در آن از ذات احدیّه و أسماء و صفاتش از آن حیث که رساننده مظاهر منسوباتش به ذات اویند، بحث می‌کند.
این مقاله بابت سلسله اولیاء چشتیه مودودیه از سرزمین عراق، ایران، افغانستان، تا بلوچستان و پاکستان، است
- سیدخواجه قطب الدین مودود چشتی

تولّد ۴۳۰ هجری درگذشت ۵۲۷ هجری بمطابق (تولّد ۱۰۳۸ ء درگذشت ۱۱۴۲ ء) مدفن در چشت هرات افغانستان خواجه قطب الدین مودود چشتی فرزند سید خواجه ابو یوسف ناصرالدین بود خواجه نجم الدین احمد مشتاق فرزند خواجه قطب الدین مودود چشتی بود
- سیدخواجه نجم الدین احمد مشتاق

تولّد ۵۴۵ هجری درگذشت ۶۳۵ هجری بمطابق (تولّد ۱۰۹۸ ء درگذشت ۱۱۸۱ ء) مدفن در چشت هرات افغانستان سیدخواجه نجم الدین احمد مشتاق مودودی چشتی فرزند سیدخواجه قطب الدین مودود چشتی بود سیدخواجه رکن الدین حسین فرزند سیدخواجه نجم الدین احمد مشتاق بود
- سید خواجه رکن الدین حسین

تولّد ۴۹۲ هجری درگذشت ۵۷۷ هجری بمطابق (تولّد ۱۱۵۰ ء درگذشت ۱۲۳۷ ء) مدفن در چشت هرات افغانستان سید خواجه رکن الدین حسین
مودودی چشتی فرزند سیدخواجه نجم الدین احمد مشتاق بود سید قدودین خواجه محمد فرزند سید خواجه رکن الدین حسین بود
- سید خواجه قدودین خواجه محمد

تولّد ۵۸۴ هجری درگذشت ۶۲۴ هجری بمطابق (تولّد ۱۱۸۸ء درگذشت ۱۲۲۶ ء) مدفن در چشت هرات افغانستان سید قدودین خواجه محمد مودودی چشتی فرزند سید خواجه رکن الدین حسین بود سید خواجه قطب دین محمد فرزند سید قدودین خواجه محمد بود
- سید خواجه قطب دین محمد

تولّد ۶۰۲ هجری درگذشت ۶۸۰ هجری بمطابق (تولّد ۱۲۰۵ ء درگذشت ۱۲۸۸ء) مدفن در چشت هرات افغانستان سیدخواجه قطب دین محمد مودودی چشتی فرزند سید قدودین خواجه محمد بود سیداودالدین خواجه ابواحمد فرزند سیدخواجه قطب دین محمد بود
- سید اودالدین خواجه ابواحمد

تولّد ۶۳۵ هجری درگذشت ۷۱۰ هجری بمطابق (تولّد ۱۲۳۷ ء درگذشت ۱۳۰۷ء) مدفن در چشت هرات افغانستان سیداودالدین خواجه ابواحمد مودودی چشتی فرزند سید خواجه قطب دین محمد بود سیدتقی الدین خواجه یوسف فرزند سیداودالدین خواجه ابواحمد بود
- سید تقی الدین خواجه یوسف

تولّد ۶۶۲ هجری درگذشت ۷۴۵هجری بمطابق (تولّد ۱۲۶۳ء درگذشت ۱۳۵۳ء) مدفن در چشت هرات افغانستان سیدتقی الدین خواجه یوسف مودودی چشتی فرزند سیداودالدین خواجه ابواحمد بود سید نصرالدین خواجه ولید فرزند سید تقی الدین خواجه یوسف بود
- سید نصرالدین خواجه ولید

تولّد ۷۲۷ هجری درگذشت ۸۲۰ هجری بمطابق (تولّد ۱۳۲۶ء درگذشت ۱۴۱۷ء) مدفن در چشت هرات افغانستان سید نصرالدین خواجه ولید مودودی چشتی فرزند سید تقی الدین خواجه یوسف بود فرزندانش سید خواجه نقرالدین المعروف شال پیر بابا، سید خواجه نظام الدین علی، سید خواجه ابراهیم المعروف پیر یکپاسی بودن
- سید خواجه نقرالدین المعروف شال پیر بابا

دوران حیات ۱۴۲۱ء مدفن در کویته بلوچستان سید خواجه نقرالدین المعروف شال پیر بابا مودودی چشتی فرزند سید نصرالدین خواجه ولید بود سید خواجه ولی کرانی فرزند سید خواجه نقرالدین المعروف شال پیر بابا بود
- سید خواجه ولی کرانی

دوران حیات ۱۴۷۰ء مدفن در قبرستان کرانی کویته بلوچستان سید خواجه ولی کرانی مودودی چشتی فرزند سید خواجه نقرالدین المعروف شال پیر بابا بود سید خواجه میر شهداد دوران حیات ۱۵۱۹ء فرزند سید خواجه ولی کرانی بود مدفن در قبرستان کرانی کویته بلوچستان است